# Joachim Joesten
Joachim Joesten (* 29. Juni 1907 in Köln; † August 1975) war ein deutsch-amerikanischer Journalist und Bestseller-Autor.

## Leben
Joesten war ein Sohn des Kölner Arztes Joseph Joesten (1876–1922) aus dessen Ehe mit Amalie Freiin von Nesselrode-Hugenpoet. Seine Schwester Ruth Joesten (* 1906) heiratete 1930 den Psychologen Philipp Lersch (1898–1972).
Er studierte an den Universitäten von Köln, Berlin, Breslau, München, Nancy und Madrid und arbeitete danach als Journalist, hauptsächlich für die Die Weltbühne von Carl von Ossietzky. 1928 ließ er sich in Berlin nieder und eröffnete eine Leihbücherei, die auf marxistische Literatur spezialisiert war. Am 12. Mai 1932 trat er der KPD bei.
1937 emigrierte er nach Frankreich, später nach Kopenhagen. 1940, nach dem Einmarsch der Wehrmacht in Dänemark, floh er nach Schweden, wo er zunächst fünf Monate interniert war. Im September 1940 heiratete er die Schwedin May Nilsson und reiste mit ihr anschließend von Stockholm nach Moskau und von dort mit der Transsibirischen Eisenbahn bis Wladiwostok. Über Japan und Costa Rica erreichten beide im März 1941 schließlich New York. Joesten wurde dort zunächst für zwei Jahre Mitarbeiter des Magazins Newsweek.
1948 erhielt er die US-Staatsbürgerschaft und hatte in den folgenden Jahren einen festen Wohnsitz in New York, war aber viel auf Reisen, um Material für seine Bücher zu sammeln. 1967/68 hatte er auch eine Adresse in München (Dreschstraße 5) sowie im November/Dezember 1974 in Böbing in Oberbayern (Haus 161). Unter diesen Adressen erschienen einige seiner Bücher im Selbstverlag.
Wo Joesten zuletzt lebte sowie sein genaues Sterbedatum sind bislang nicht bekannt.

## Schriften
Joesten war der Erste, der – im Juli 1964 – in den USA ein Buch über das Attentat auf John F. Kennedy publizierte, in dem er entgegen dem Bericht der Warren-Kommission weitere Täter neben Lee Harvey Oswald annahm. Joesten behauptete, dass Oswald ein Agent des FBI und der CIA war. Er befragte in Dallas Zeugen des Attentats.
Darüber hinaus spürte er den Nachkriegsaktivitäten ehemaliger Nazis nach, darunter jenen von Werner Naumann und Herbert Lucht. Außerdem prangerte er die vom französischen Geheimdienst betriebene Terrororganisation La Main Rouge an. Weitere Bücher befassen sich ebenfalls kritisch mit der damaligen Politik und deren führenden Vertretern.
Insgesamt veröffentlichte er fast 30 Sachbücher, von denen mehrere in andere Sprachen übersetzt wurden. Daneben publizierte er Hunderte von Zeitungsartikeln, darunter für Die Weltbühne, Die Weltwoche, Die Zeit, Gazet van Antwerpen, Newsweek, The Nation, Foreign Affairs, Virginia Quarterly Review, Barons's Wirtschaftszeitung (New York), Weekend (Montreal) und United Feature Syndicate (New York).

## Bücher (Auswahl)
- Rats in the Larder: The Story of Nazi Influence in Denmark, New York: Putnam, 1939
- Denmark’s Day of Doom, London: Gollancz 1939
- What Russia Wants, New York: World Book Company, 1944
- Germany – what now?, Chicago: Ziff-Davis 1948
- Dr. Naumann’s conspiracy, pattern of the world-wide crypto-nazi plot, New York 1953
- A. S. Onassis. Herr auf allen Meeren, Zürich: Schweizer Druck- und Verlags-Haus, 1956
- Öl regiert die Welt, Düsseldorf: Rauch, 1958
- C(entral) I(ntelligence) A(gency). Wie der amerikanische Geheimdienst arbeitet, München: Isar-Verlag, 1958
- Nasser: The Rise of Power, London: Odhams Press, 1960
- The Luciano Story, New York: Popular Library, 1960
- Präsident Kennedy, Stuttgart: Deutsche Verlags-Anstalt, 1960
- The Red Hand. The Sinister Account of the Terrorist Arm of the French Right-Wind „Ultras“ – in Algeria and on the Continent, London, New York: Abelard-Schuman 1962
- Ölmächte im Wettstreit. Der Vormarsch der Außenseiter, Baden-Baden: Lutzeyer, 1963
- Im Dienste des Mißtrauens. Das Geschäft mit Spionage und Abwehr, Gütersloh: Bertelsmann, 1964
- Präsident Johnson, Stuttgart: Deutsche Verlagsanstalt, 1964
- Oswald: Assassin or Fall Guy?, London: Merlin Press, New York: Marzani & Munsell, 1964 – Nachdruck Winnipeg: IconoclassicBooks, 2012
- De Gaulle and his Murderers: A Factual Account of a Dramatic Piece of Contemporary History, Isle of Man: Times Press, 1965
- Marina Oswald, London: Dawnay, 1965
- Die Wahrheit über den Kennedy-Mord. Wie und warum der Warren-Report lügt, Einleitung und Nachwort von Bernd Ruland, Zürich: Schweizer Verlagshaus, 1966
- Oswald: The Truth, London: Dawnay, 1967
- The Garrison Enquiry: Truth & Consequences, London: Dawnay, 1967
- How Kennedy Was Killed: The Full Appalling Story, London: Dawnay 1968
- The Dark Side of Lyndon Baines Johnson, London: Dawnay 1968  – Nachdruck Winnipeg: IconoclassicBooks, 2013
- mit Irene Schmitz geb. Kurek, Präsident Nixon. Sein Leben, seine Politik, als Versuch einer Antwort auf diese Schicksalsfrage für unsere Zukunft, München: Wilhelm Heyne, 1969
- Va banque. Die großen Schwindelaffären unserer Zeit, München: Südwest Verlag 1970